# Näckrosen (tunnelbanestation)
Näckrosen är en station i Stockholms tunnelbana. Den är belägen i Solna och Sundbybergs kommuner, och är också enda stationen i tunnelbanan med uppgångar i två kommuner.
Perrongen och den södra biljetthallen ligger i stadsdelen Råsunda i Solna och har entréer från Råsundavägen 152. Den norra biljetthallen ligger i stadsdelen Storskogen, Sundbyberg och har entré från Storskogstorget, Skogsbacken 26.
Namnet kommer från dammen Näckrosdammen i Näckrosparken vid Råsunda kyrka. Namnet Råsunda ansågs vid namngivningen inte lämpligt då den dåvarande nationalarenan Råsundastadion låg vid stationen Solna centrum. Stationen har föreslagits byta namn till "Filmstaden", men då kommunen måste betala SL:s omkostnader för omskyltning verkar inte detta bli aktuellt.
En arbetsgrupp under ordförandeskap av Roland Björnse tillsattes samtidigt år 1973 för stationerna Västra skogen, Solna centrum, Näckrosen och Hallonbergen. Man beslöt att inhämta skissförslag för Näckrosen från Ulrik Samuelson och Lizzie Olsson-Arle. 
Till Näckrosen presenterade Ulrik Samuelson ett förslag med grönt infärgad terrazzo i golv och formgjutna soffor samt tak och skyltmontrar i målat glas i ramverk som insidan av ett växthus. Arbetsgruppen tyckte det var lite väl kyligt och artikulerat. Samuelsons förslag genomfördes istället (till viss del) på stationen Kungsträdgården.
Stationens konst är utförd som ett stort collage av texter, stenar, kakelugnsbitar, glaserat tegel från det rivna Strindbergshuset vid Karlaplan och olika montrar med bland annat filmrekvisita och foton från Filmstaden.
Stationen är belägen i bergrum 21 meter under marken under den före detta filmstaden. 
Stationen öppnades den 31 augusti 1975, när blå linjen invigdes. Avståndet från blå linjens ändstation Kungsträdgården är 7,9 kilometer.

## Galleri

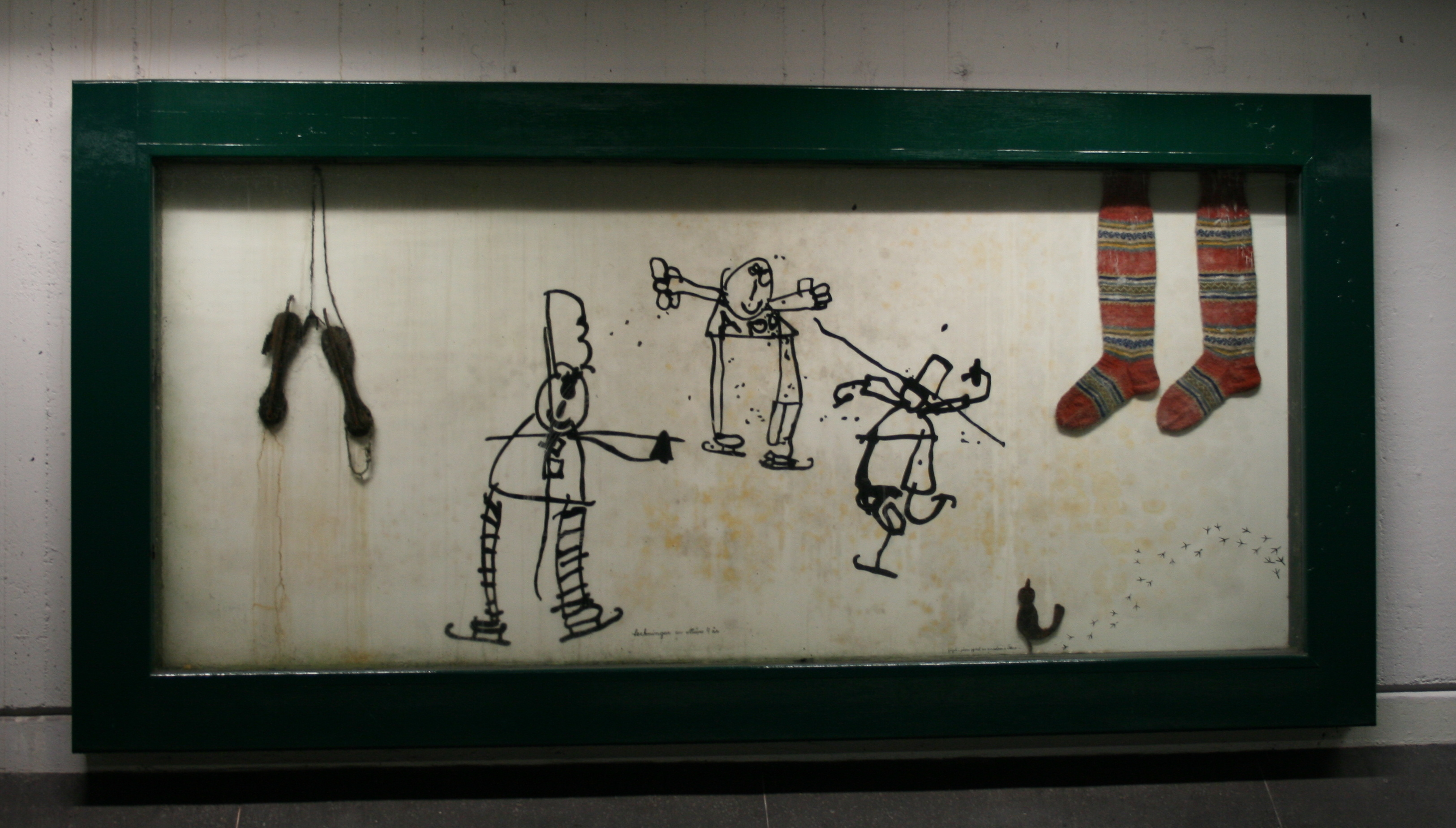
Konstnärlig utsmyckning
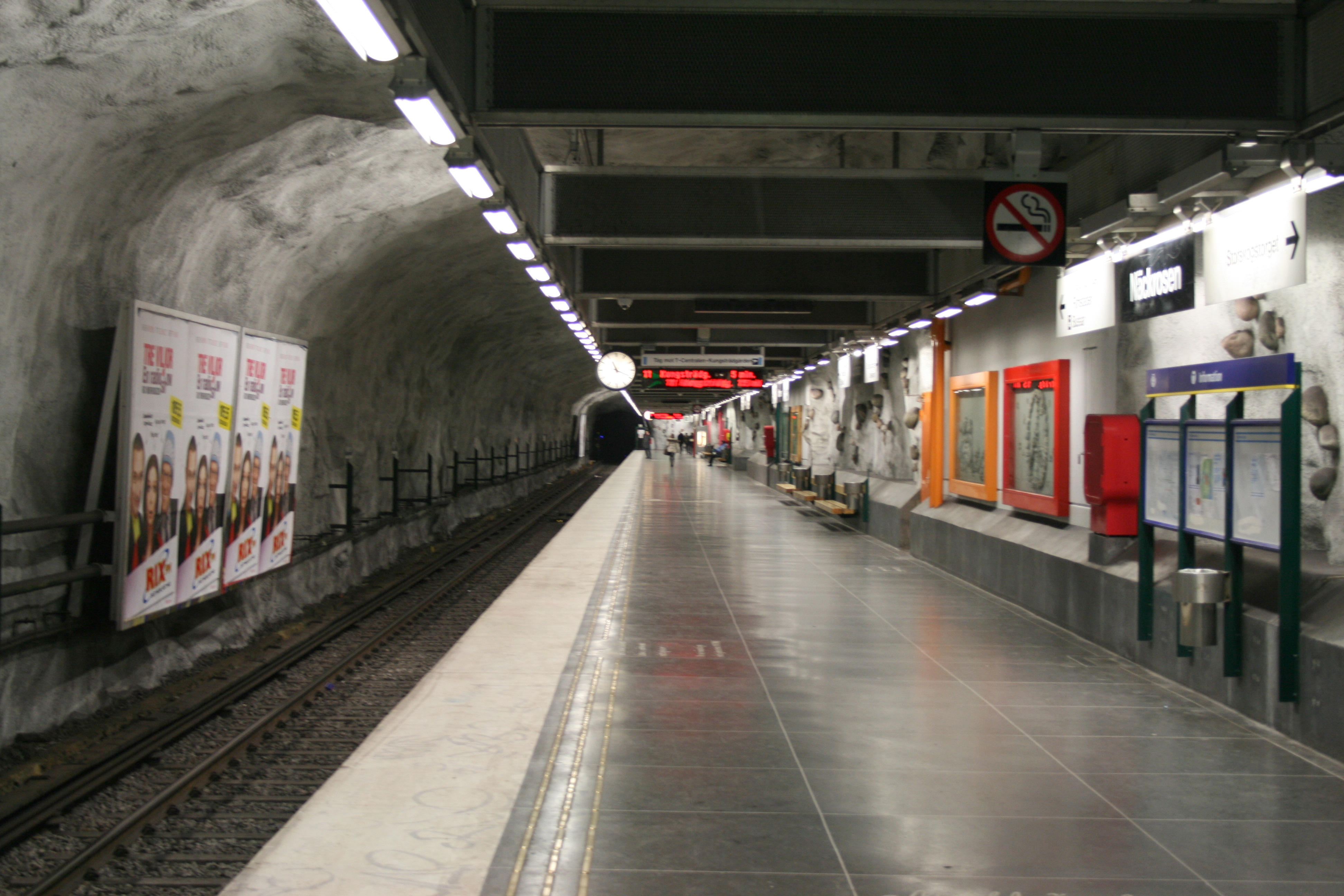
Perrongen för tåg mot T-centralen, januari 2009
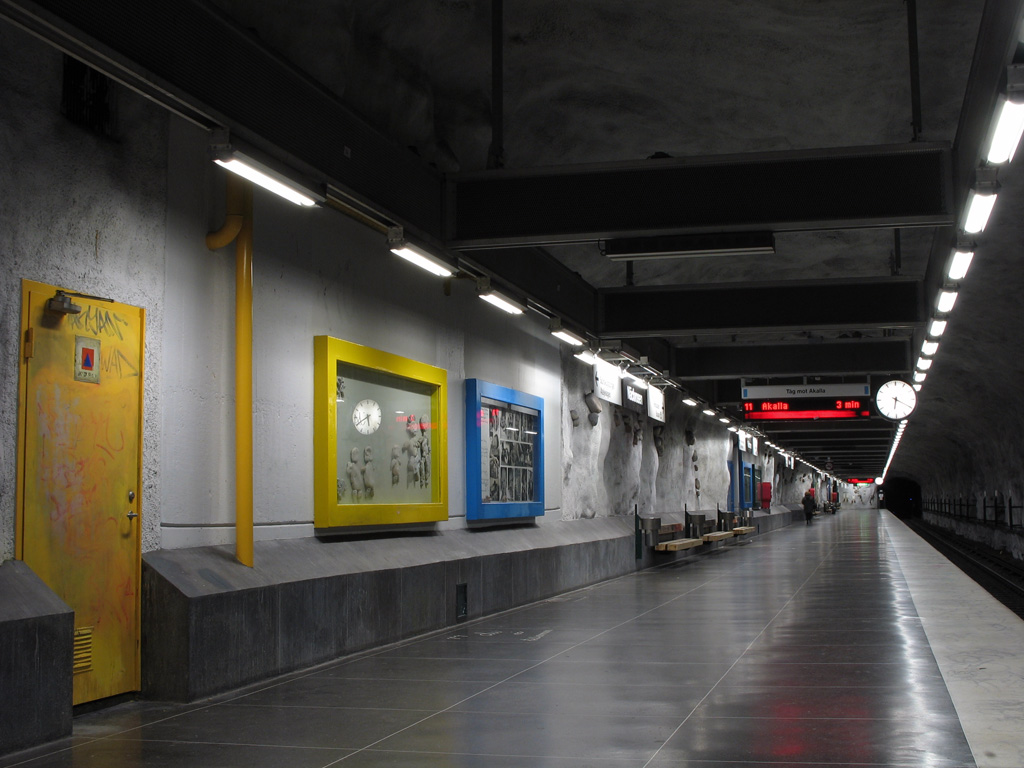
Perrong mot Akalla
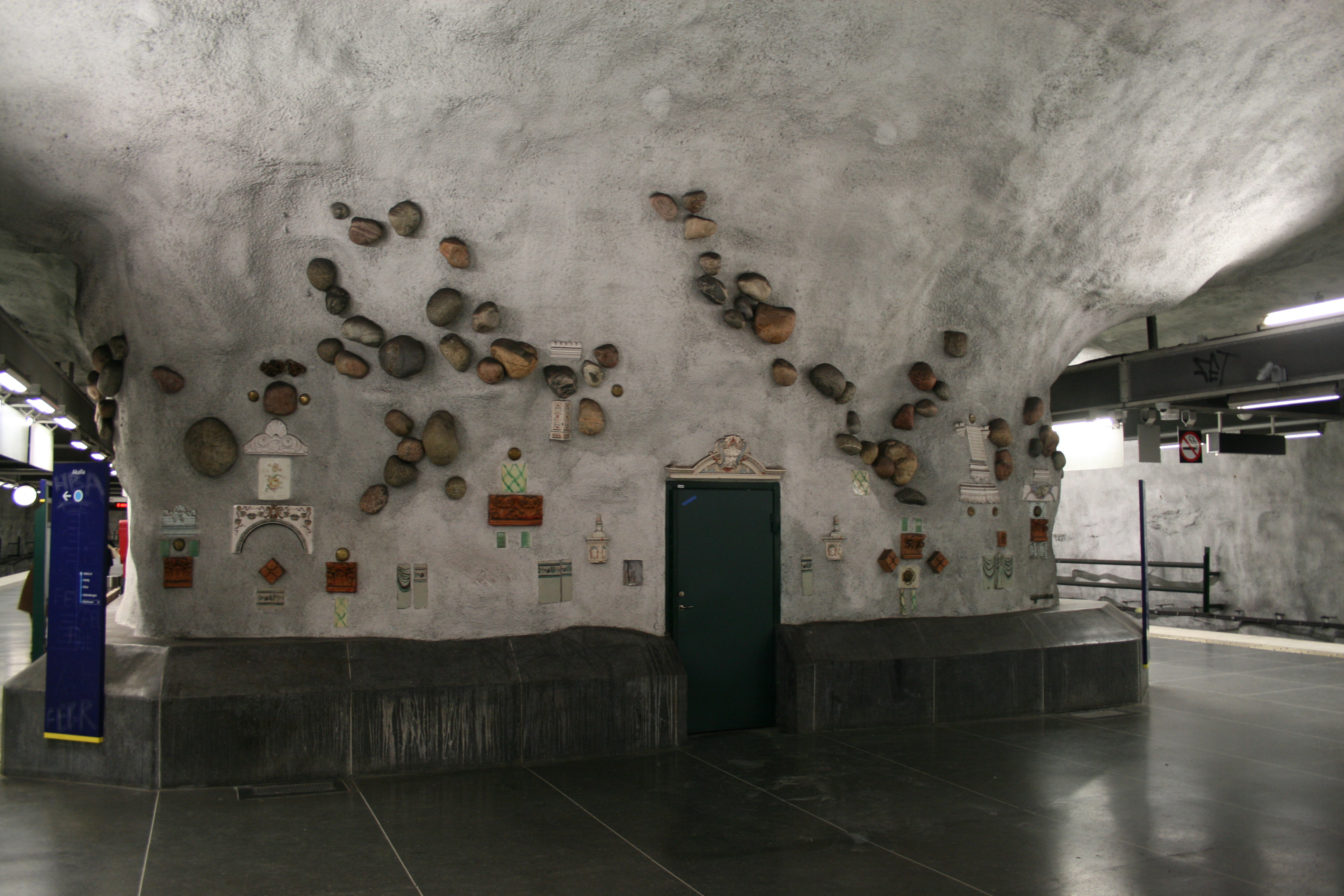
Utsmyckning med stenar
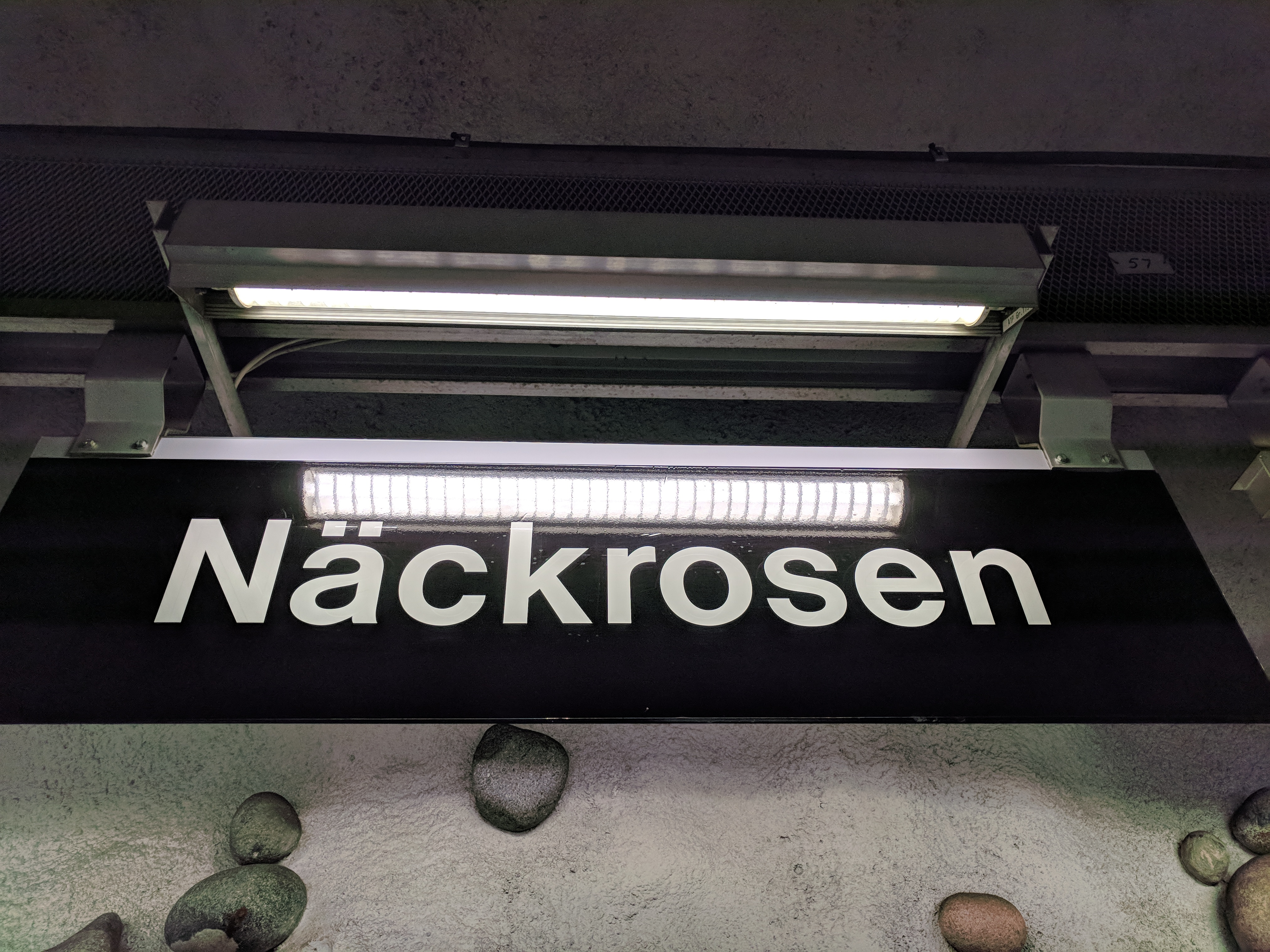
Plattformsskylt
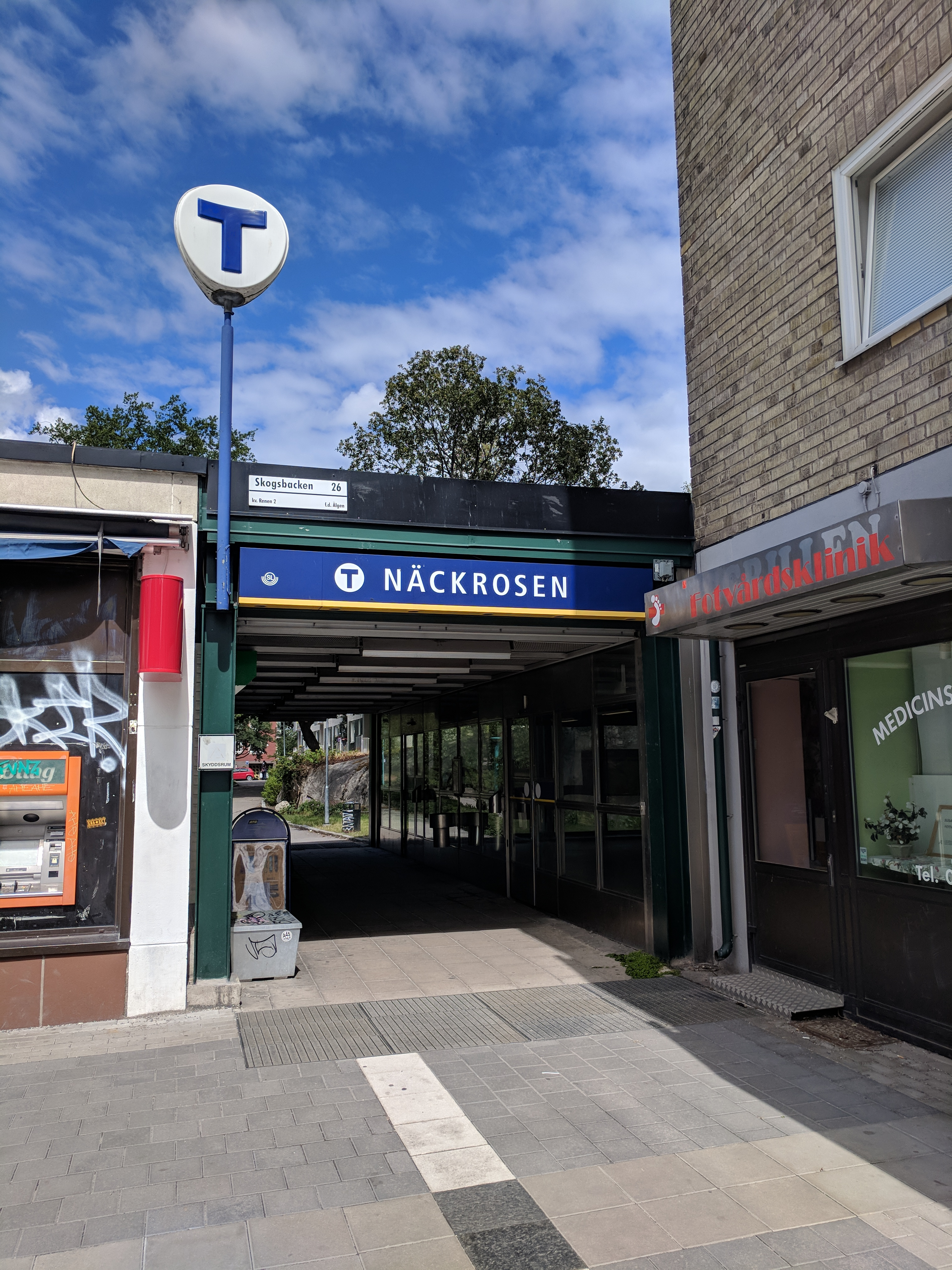
Ingången
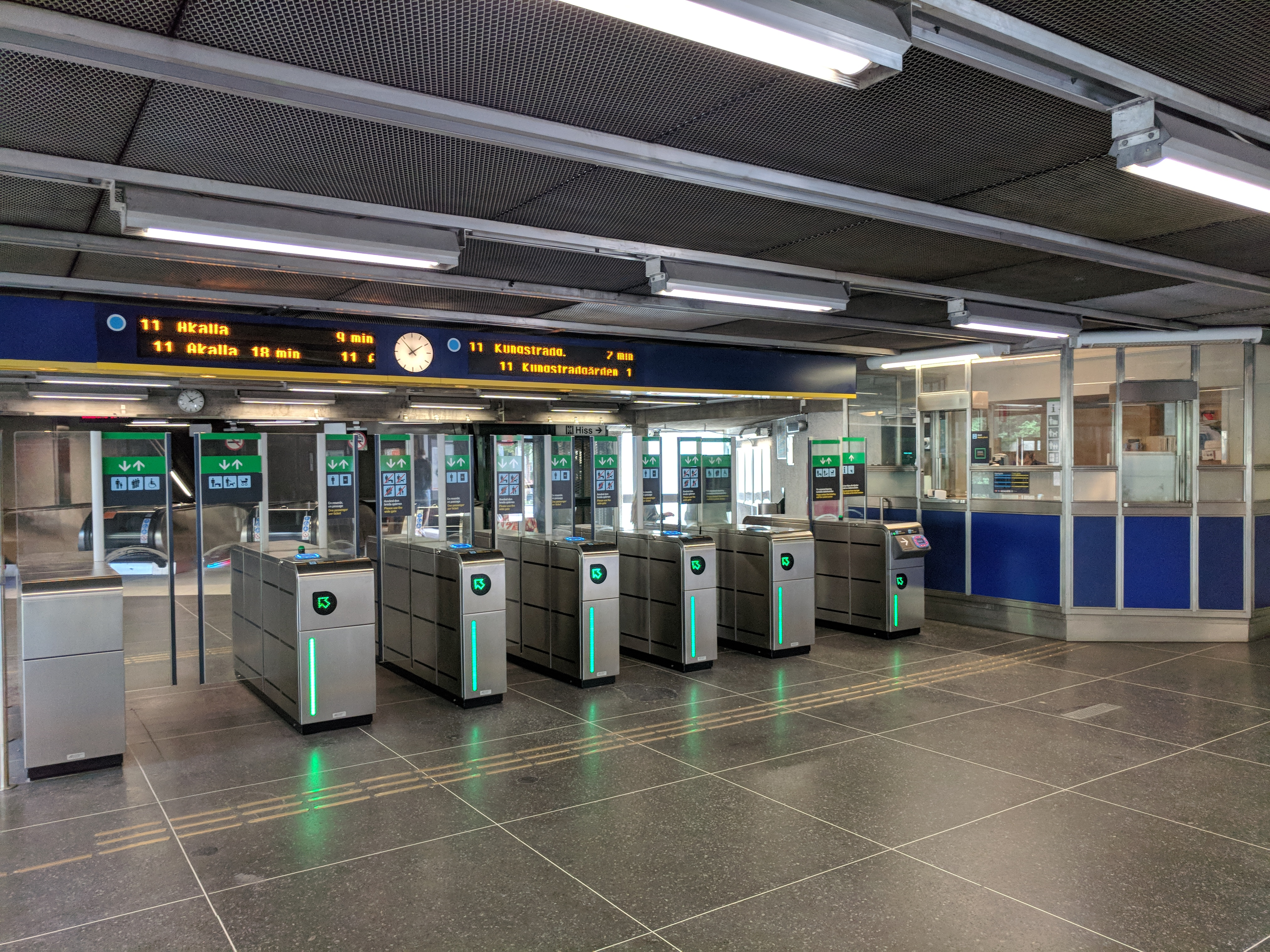
Biljetthallen